# 奶奶的星星
《奶奶的星星》是中国当代作家史铁生的一篇短篇小说，完稿于1983年11月11日。这篇小说是以第一人称来书写，带有自传性质，曾获1984年全国优秀短篇小说奖。

## 情节
“我”从小是奶奶带大的，和她特别有感情，小时候她告诉“我”，人死后会变成星星。八子和惠芬三姐是我家邻居，八子妈给奶奶介绍了做补花的工作，八子还是“我”小学同学。后来一次开会，“我”听说奶奶以前是地主，向大人们追问真相。原来奶奶以前是买卖人家庭，从小裹小脚，后来嫁到老史家——当地最富的人家，可是很快便成了寡妇，还得伺候一家上下。“我”发现奶奶在言语里确有一些对劳动者的歧视，还老把爷爷的照片——那是一个很像黄世仁的男人——摆在桌上，于是和她就没有那么亲了。但“我”也发现她很有同情心，将“我”的衣服送给了童年玩伴八子。八子来自一个八口之家，平时穿的都是哥哥姐姐的旧衣服。奶奶还有一个表妹，念过书，跟着共产党闹了革命。奶奶为了三个儿子上学也曾和大家庭斗争，“我”得知她的过去，又和她变得亲密了。摘掉地主帽子后奶奶只过了几年舒心日子，“文化大革命”中又划成了“摘帽地主”。惠芬三姐当了红卫兵，从一个老太太家抄出了印蒋介石像的书。奶奶避风潮回乡下了。1970年，奶奶回到北京，替大家扫大街做卫生，参加专政学习班。八子成了风云人物，惠芬的男友死于武斗。过完了惶惑的几年，奶奶于1975年的一个夜晚离开了这个世界。

## 分析
《奶奶的星星》是作者较早期的作品，后来他的长篇小说《务虚笔记》中“生日”一节就曾引用这篇短篇的情节。段崇轩认为，史铁生以“隽永的抒情语言、丰富的生活细节，回忆了我同奶奶相依为命的儿时岁月”，作家正是从破老汉、奶奶等长辈身上得到力量，超脱了个人痛苦。
毛时安认为，小说中的奶奶在旧社会要伺候公公婆婆、老公婆、儿媳孙媳，没有喘息的机会，类似巴金《家》中的瑞珏，作家在这篇小说中就回答了瑞珏继续往下活会怎样的问题。篇中没有连贯的情节，叙事也是采用粗略勾画的方法。比如写她羡慕妈妈的大脚、羡慕表姐的文化、羡慕别人有工作、吃食堂，这些描写是散乱的，写出了新旧社会的对比，写出了她对新时代的向往。另一方面，也写到她能把一亩地分给长工刘四媳妇是因为她“不在乎”、逢年过节在过去的地主丈夫的像前摆点心，又写出了她对曾经生活过的那个家庭的某种眷恋。海棠叶子、叶子间的星光这两个意向串起了全文，增加了行文的抒情性。
王琨认为，《奶奶的星星》写作时创作环境相对宽松，作品是对懦弱自我的清算。作者从敢于承认奶奶的存在而揭开自己的伤疤：“世界给我的第一个记忆是：我躺在奶奶怀里，拼命地哭，打着挺儿，也不知道是为了什么，哭得好伤心”，奶奶的母性照亮了“我”后来的道路。结尾处作家点明：“人类浩荡前行，在这条路上，不是靠的恨，而是靠的爱”，因为恨只是对社会的防范，是一种生理反应，但只有“追随于爱，象征人类本质的思想才会诞生”。